# 김해림 (1989년)
김해림(金楷林, 1989년 9월 8일 ~ )은 대한민국의 골프 선수이다.